# あさきゆめみし 〜八百屋お七異聞
『木曜時代劇 あさきゆめみし 〜八百屋お七異聞』（もくようじだいげき あさきゆめみし やおやおしちいぶん）は、NHK総合テレビで、2013年9月19日から11月21日まで“木曜時代劇平成25年度新シリーズ”として放送されていた連続テレビ時代劇。

## 概要
江戸本郷を舞台に、恋人に会いたい一心で放火事件を起こしてしまい火刑に処せられた八百屋お七の悲しい恋物語を題材に、ジェームス三木が脚本を手がける。
お七の放火事件については諸説あるが、本作では恋人、吉三郎を救うためにお七自ら罪人となるという設定で描かれる。
ヒロイン・お七を演じる前田敦子はNHKドラマ初主演、時代劇初主演。
現在DVDが発売されている他、2014年8月31日までNHKオンデマンドで配信されていた。

## キャスト
主人公とその関係者
- お七（演：前田敦子）
追分片町の裕福な八百屋「八百源」の娘。物語開始時点で14歳。当初は一人っ子とされていたが、物語中盤にて異母弟がいることが判明する。
- 吉三郎（演：池松壮亮）
大乗寺の寺小姓。武士階級の出身のようではあるが、真相は不明。
- 勘蔵（演：平岡祐太）
八百源の手代。小作人の子として八百源にやってきた。後に、お七と縁談が持ち上がるが、お七が吉三郎へ想いを寄せている事を知り、ショックを受ける。実は、大乗寺放火の真犯人。お七・吉三郎に続いて奉行所へ出頭するが、堀田正俊・柳沢保明の「3人目の下手人は、邪魔だ」との判断で、牢屋内にて殺害された。遺体は、自殺に見せかけて江戸市中に放置された。

お七の両親
- お房（演：竹下景子）
お七の母。後に喜兵衛とお露の間に菊丸という息子がいる事を知り、ショックを受ける。のちに病で倒れた、喜兵衛をお露と2人で看病する。
- 喜兵衛（演：中村雅俊）
お七の父。八百源主人。元は加賀前田藩の勘定方で、八百源に養子に入った。勘蔵を婿養子にしようと考えている。物語中盤、お露と菊丸の存在が明らかになり、一時は八百源を飛び出す。お七の事件で、店が営業できなくなりついには病に倒れてしまう。

| 大乗寺 - 覚念（演：田山涼成） 大乗寺住職。 八百源奉公人 - 幸助（演：大石継太） 八百源の番頭。 - 留（演：久世星佳） 女中頭。 - 仙吉（演：ささの堅太） 小僧。 - 平太（演：平岡拓真） 小僧。 | 喜兵衛の妾親子 - お露（演：麻生祐未） 妾。喜兵衛との間に息子菊丸がいる。 - 菊丸（演：笹岡サスケ） お露の息子で、お七の異母弟。 瓦版屋 - 瓦版売り（演：国本武春） - 幸助（演：大石継太 | 南町奉行所関係者 - 青田 源之丞（演：高橋和也） 同心。 - 中倉 頼母（演：矢島健一） 与力。 - 甲斐庄正親（演：篠井英介） 南町奉行。 幕閣関係者 - 堀田正俊（演：中山城治） 時の大老。 - 柳沢保明（演：山下規介） | その他 - 松尾芭蕉（演：平田満） - 山伏（演：高野漁） - その他の出演者（一部） - 大橋智和 - 新井美羽 - 笹原尚季 - 長谷川戒 - 天野柚希 - 大川春菜 - 藤倉未邦 - 榎本陸 - 井原多生 - ツルの父（演：針原滋） |

## スタッフ
- 制作統括：小松昌代、原林麻奈
- 脚本：ジェームス三木
- 演出：岡崎栄、岡田健、土井祥平
- 音楽：渡辺俊幸
- 主題歌：LUHICA 「手鎖の月」

## 放送リスト
| 話数   | 放送日         | サブタイトル |
| ------ | -------------- | ------------ |
| 第一回 | 2013年09月19日 | なれそめ     |
| 第二回 | 2013年09月26日 | しのぶれど   |
| 第三回 | 2013年10月03日 | 雨宿り       |
| 第四回 | 2013年10月10日 | 夢枕         |
| 第五回 | 2013年10月17日 | 冬の螢       |
| 第六回 | 2013年10月24日 | 口封じ       |
| 第七回 | 2013年10月31日 | 道連れ       |
| 第八回 | 2013年11月07日 | 合わせ鏡     |
| 第九回 | 2013年11月14日 | 恋の罪       |
| 最終回 | 2013年11月21日 | 蝶々         |